# 古氣候學

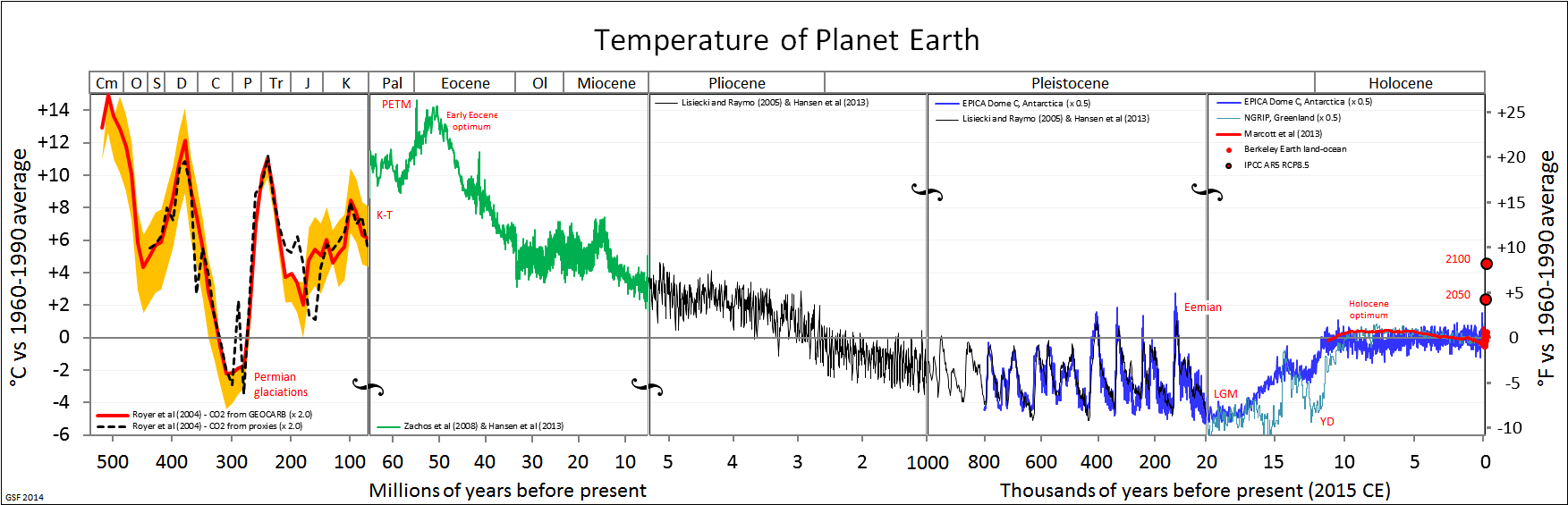

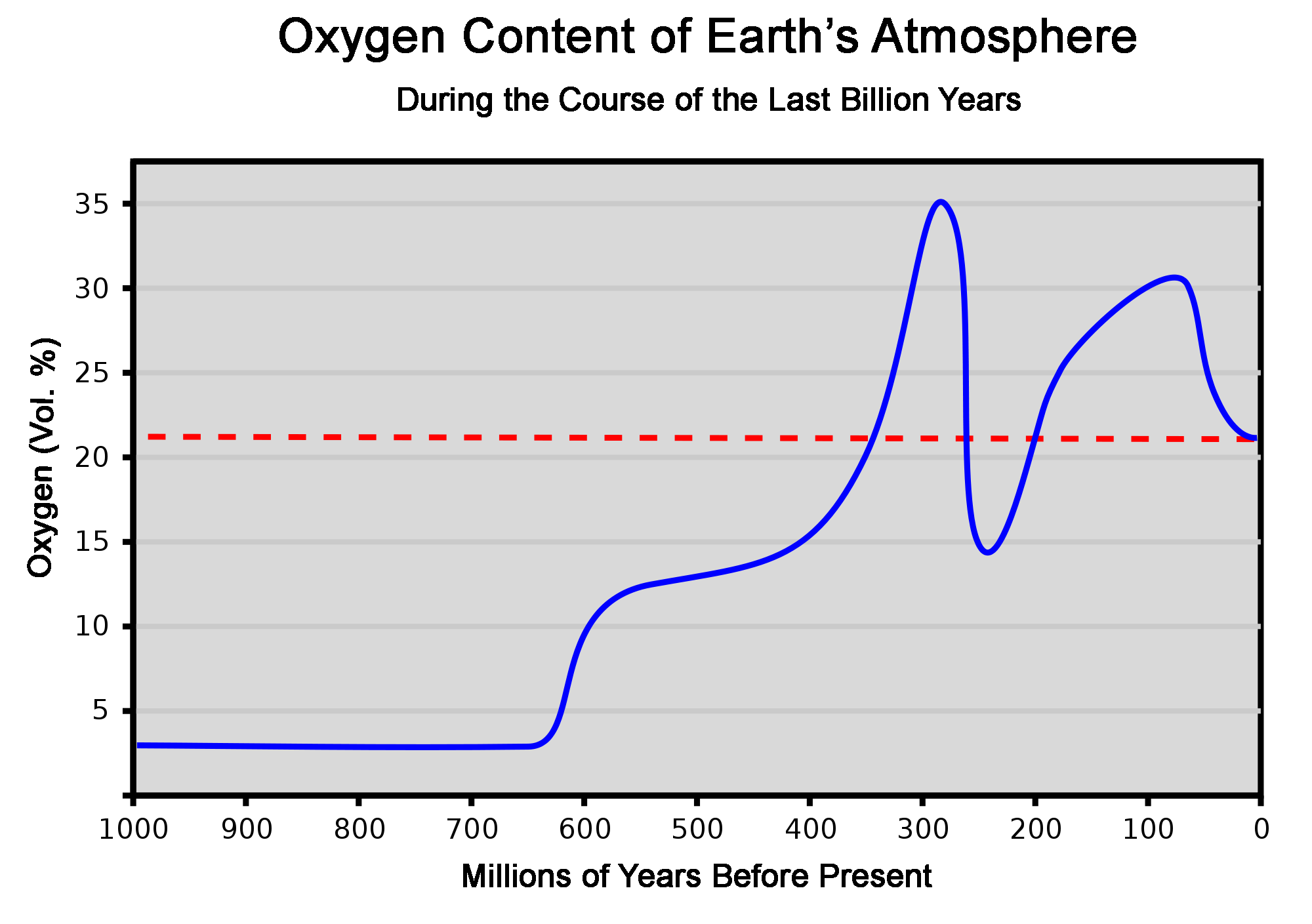
最近十億年地球大氣層含氧量

古氣候學（英语：palaeoclimatology；美国英语：Paleoclimatology），是研究地球歷史（Earth Time）各時期气候與建立預測模型的一門學科，屬於地球科學中的地質學領域。古氣候的變遷記錄呈現於地層、樹木年輪、冰芯、鐘乳石和珊瑚等代用指標（proxy）中，尋找適合的指標以便研究二氧化碳、氧氣、溫度的變化是古氣候學的重要目的之一，此外，提供古生物學、環境科學、地質學、大氣科學相關理論的證據，預測地球氣候系統變遷的幅度與邊界，分析各因素的影響效果與範圍也都是重要目的。

## 地球歷史上著名的氣候事件
- 年輕太陽黯淡佯謬（起始）
- 休倫冰河時期（~24億年前由大氧化事件引起）
- 新元古代晚期雪球地球（~6億5千萬年前，寒武紀大爆發前）
- 早古生代冰河時期（英语：Andean-Saharan glaciation）（~4億6千萬至4億3千萬年前）
- 石炭紀雨林崩潰事件（~3億年前）
- 二叠紀—三叠紀滅絕事件（~2億5千萬年前）
- 多次海洋含氧量降低（主要發生於侏羅紀，白堊紀）
- 白堊紀—古近紀滅絕事件（6千6百萬年前）
- 古新世—始新世極熱事件（5千5百萬年前）
- 末次冰盛期（~2萬5千年前）
- 新仙女木期（~1萬3千年前）
- 全新世氣候最適宜期（5千至9千年前）
- 公元536年極端天氣（英语：Volcanic winter of 536）
- 中世紀温暖時期（公元900至1300年）
- 小冰期（公元1300至1800年）
- 無夏之年（公元1816年）

## 外部連結
- 台灣大百科—古氣候學
- 大科普网—古气候学 （页面存档备份，存于）

- A Brief Introduction to History of Climate （页面存档备份，存于）, an excellent overview by Prof. Richard A Muller of UC Berkley.
- NOAA Paleoclimatology（页面存档备份，存于）
- AGU Paleoclimatology and climate system dynamics
- Paleoclimatology in the 21st century （页面存档备份，存于）
- Environmental Literacy Council （页面存档备份，存于）
- Climate change and Palaeoclimatology （页面存档备份，存于） News Archive
- The Uplift-Weathering Hypothesis
- NASA's GISS paleoclimate site
- CalPal — Cologne Radiocarbon Calibration & Paleoclimate Research Package
- W. F. Ruddiman.  (PDF). Clim. Past. 2006, 2 (1): 43–55  [2012-03-24]. doi:10.5194/cp-2-43-2006. （原始内容存档 (PDF)于2007-06-28）.
- Rapid Climate Change （页面存档备份，存于）
- Short history of climate

1. ↑  從古氣候學觀點看全球變遷[永久]